# Mirza Mansur Mansurov
Mirza Mansur Mashadi Malik oglu Mansurov (en azerí: Mirzə Mansur Məşədi Məlik oğlu Mansurov; 5 de enero de 1887, Bakú – 30 de junio de 1967, Bakú) fue un intérprete de tar y pedagogo de Azerbaiyán.

## Biografía
Mirza Mansur nació el 5 de enero de 1887 en la ciudad de Bakú. A la edad de 11 años estudió en la madrasa de la Siniggala y aprendió el persa.  El padre de Mirza Mansur, Mashadi Malik Bey, fue conocido como el fundador de reuniones de mugam en Bakú. Mirza Mansur tomó sus primeras lecciones de tar de Mirza Faraj Rzayev. Sus primeras actuaciones mugam fueron "Shur" y "Rast". Mirza Mansur fue un digno sucesor de la escuela Sadigjan.
En 1920 enseñó tar en el Colegio de Música de Bakú. Entre 1926 y 1946 enseñó mugam en la Academia de Música de Bakú. Mejoró el instrumento y llevó muchas innovaciones al tar. Uno de los cuatro tar  inventados por Mirza Mansur se conserva en el Museo del Hermitage, el segundo en el Museo de Louvre y el tercero en el museo de Estambul.
Mirza Mansur Mansurov falleció el 30 de junio de 1967 en Bakú.

## Premios y títulos
- Artista de Honor de la RSS de Azerbaiyán (1940)